# Archibald MacKinnon
Archibald MacKinnon   (Cranbrook, 13 de gener de 1937) és un remer canadenc, ja retirat, que va competir durant la dècada de 1950.
El 1956 va prendre part en els Jocs Olímpics d'Estiu de Melbourne, on guanyà la medalla d'or en la prova del quatre sense timoner del programa de rem. Formà equip amb Lorne Loomer, Walter D'Hondt i Donald Arnold. Quatre anys més tard, als Jocs de Roma, va guanyar la medalla de plata en la prova del vuit amb timoner del programa de rem. En el seu palmarès també destaca una medalla d'or als Jocs de la Commonwealth de 1958.
Entre d'altres, ha estat inclòs al Canadian Olympic Hall of Fame i el British Columbia Sports Hall of Fame.